# William Foulke
William Henry "Fatty" Foulke (também conhecido por Foulk ou Foulkes) (12 de abril de 1874 - 1 de maio de 1916) foi um jogador profissional de cricket e futebol da Inglaterra, durante as décadas de 1900 e 1910. Foulke é mais conhecido por seu grande porte físico (2.01 m somente estimado) e principalmente pelo seu peso, chegando a pesar cerca de 165 kg em sua carreira, sendo o futebolista mais pesado do futebol na história.

## Estatísticas
| Clube            | Temporada | Divisão    | Jogos pela Liga | Jogos pela FA Cup | Outros jogos | Total de jogos |
| ---------------- | --------- | ---------- | --------------- | ----------------- | ------------ | -------------- |
| Sheffield United | 1894-95   | Division 1 | 29              | 3                 | 5            | 37             |
|                  | 1895-96   | Division 1 | 28              | 2                 | 4            | 34             |
|                  | 1896-97   | Division 1 | 30              | 1                 | 0            | 31             |
|                  | 1897-98   | Division 1 | 29              | 2                 | 0            | 31             |
|                  | 1898-99   | Division 1 | 32              | 9                 | 1            | 42             |
|                  | 1899-1900 | Division 1 | 33              | 5                 | 2            | 40             |
|                  | 1900-01   | Division 1 | 29              | 7                 | 0            | 36             |
|                  | 1901-02   | Division 1 | 26              | 9                 | 0            | 35             |
|                  | 1902-03   | Division 1 | 25              | 0                 | 0            | 25             |
|                  | 1903-04   | Division 1 | 28              | 3                 | 0            | 31             |
|                  | 1904-05   | Division 1 | 10              | 0                 | 0            | 10             |
| Chelsea          | 1905-06   | Division 2 | 34              | 1                 | 0            | 35             |
| Bradford City    | 1905-06   | Division 2 | 1               | 0                 | 0            | 1              |
|                  | 1906-07   | Division 2 | 21              | 2                 | 0            | 23             |
|                  |           | Total      | 355             | 44                | 12           | 411            |

## Jogo Pela Seleção
No dia 29 de Março de 1897, com 22 anos e 351 dias, Foulke atuou pela primeira e única vez com as cores da Seleção Inglesa (amistoso contra o País de Gales). Ele jogou os 90 min, e o English Team venceu por 4 x 0.

## Morte
"Fatty" Foulke faleceu no dia 01 de Maio de 1916, na cidade de Sheffield, com 42 anos e 19 dias, devido a uma cirrose.

## Títulos
Sheffield United
- Football League First Division: 1897–98
- Copa da Inglaterra: 1898–99, 1901–02

### Campanhas em destaque
Sheffield United
- Football League First Division (vice-campeão): 1896–97, 1899–00
- Copa da Inglaterra (vice-campeão): 1900–01